# Wojciech Kasprzycki
Wojciech Seweryn Kasprzycki (ur. 1922 w Poznaniu, zm. 30 marca 1989 tamże) – polski architekt i urbanista.

## Życiorys
Ukończył studia na Wydziale Architektury Szkoły Inżynierskiej w Poznaniu (1945–1950) oraz na takim samym wydziale na Politechnice Wrocławskiej (1962–1964). Aresztowany przez Urząd Bezpieczeństwa w 1947 i skazany na więzienie we Wronkach (5 lat). Po roku zwolniony decyzją Bolesława Bieruta. W latach 1948–1949 współpracował ze Stanisławem Pogórskim. Od 1949 do 1950 pozostawał w dyrekcji budowy nowej elektrowni w Poznaniu. Od 1951 pracował w Miastoprojekcie w Poznaniu. Od 1965 wykładowca PWSSP w Poznaniu. Od 1969 do 1981 w Przedsiębiorstwach Konserwacji Zabytków. Był tu głównym projektantem rewaloryzacji tarasów pałacu Sanssouci oraz pałacu Neue Kammern w Poczdamie (1978–1980). Realizował też kościoły na terenie Wielkopolski, Pomorza i Śląska (np. kościół św. Jerzego w Poznaniu i kościół Świętej Rodziny tamże).
Został pochowany na cmentarzu Górczyńskim w Poznaniu.

## Dzieła

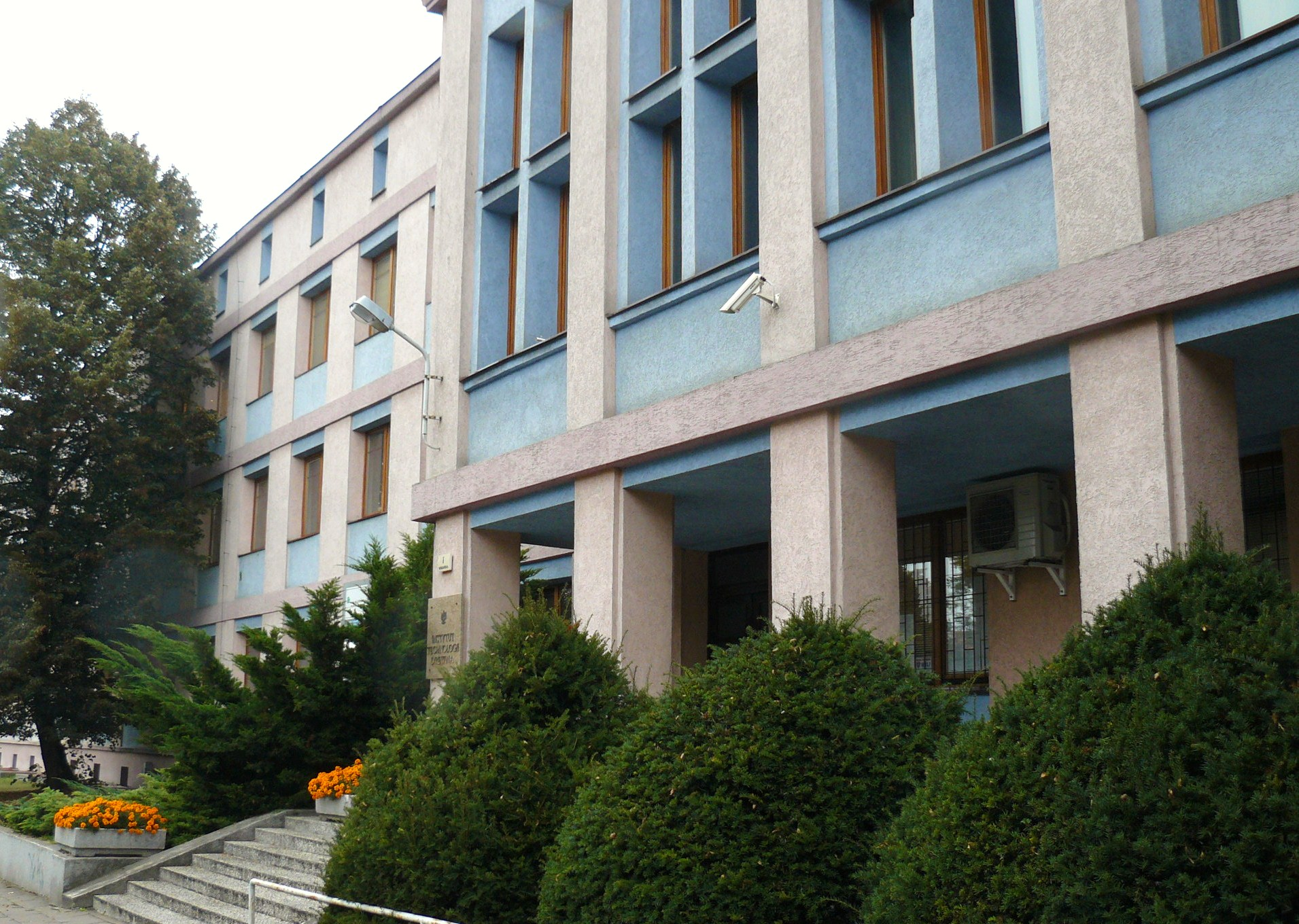
Instytut Technologii Drewna w Poznaniu

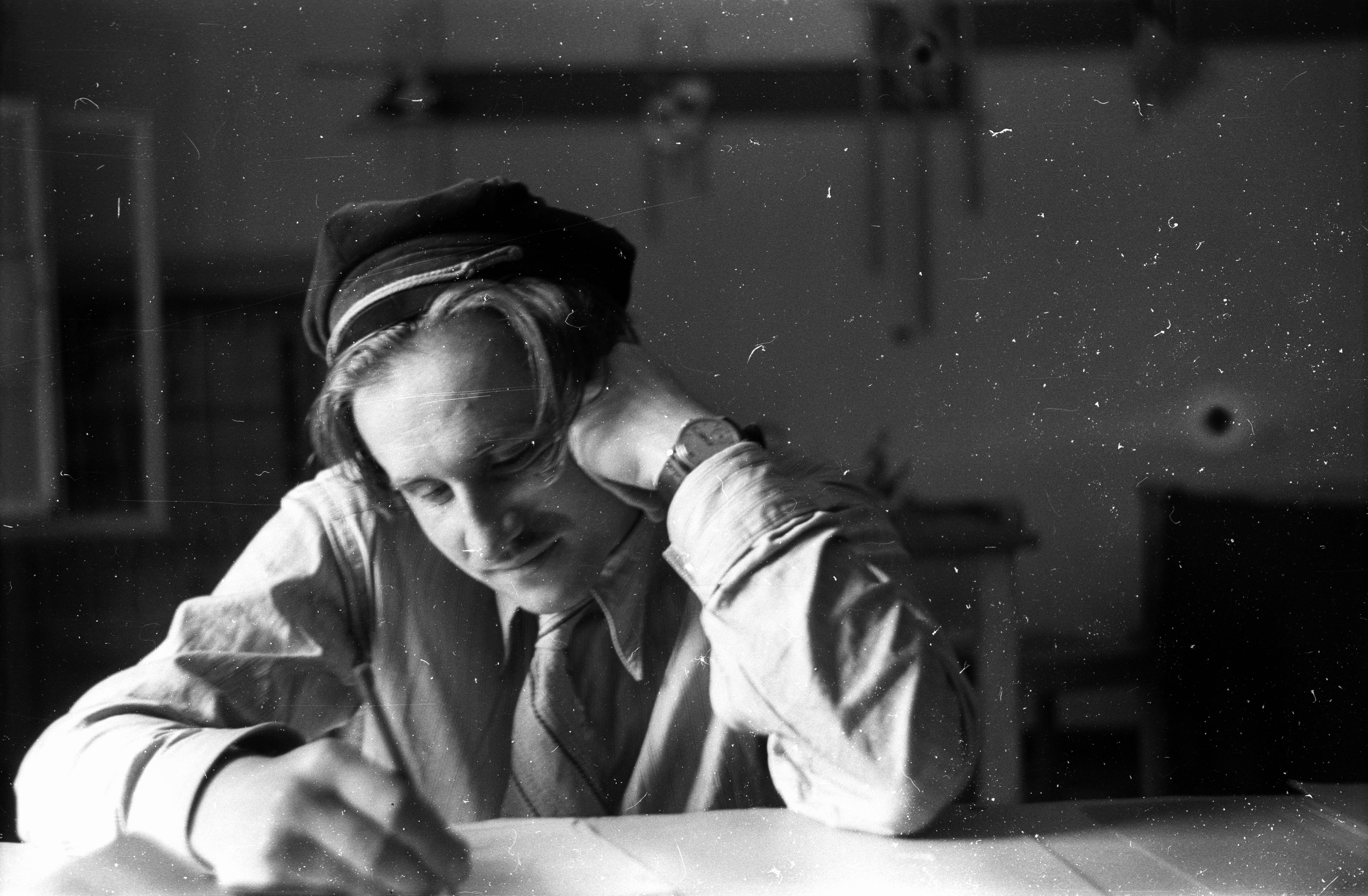
Wojciech Kasprzycki jako student

We współpracy z Bogdanem Celichowskim i Włodzimierzem Wojciechowskim:
- osiedle Grunwald w Poznaniu,
- osiedle Świerczewskiego (Popiełuszki) w Poznaniu (dodatkowo z Tadeuszem Płończakiem),
- osiedle Raszyn w Poznaniu,
- Instytut Technologii Drewna w Poznaniu,
- Klinika Psychiatrii AM w Poznaniu,
- budynki zespołu szkół – Pomnika Tysiąclecia Państwa Polskiego w Gnieźnie (dodatkowo z Jerzym Schmidtem)[4],
- szkoła muzyczna przy ul. Solnej w Poznaniu[3].